# Ju-on 2
Ju-on 2 (prt: Ju-on - A Maldição 2; bra: Ju-on: O Grito 2 ou O Grito 2) é um filme japonês de 2003, do gênero terror, escrito e dirigido por Takashi Shimizu. 
É o segundo filme da franquia Ju-on, sucedendo a dois curtas.
O filme é dividido em seis vinhetas. Grande parte da sequência é uma recapitulação do primeiro filme. O restante do filme apresenta novas informações sobre esses eventos e novos personagens, além de apresentar brevemente os eventos que seriam exibidos nos filmes mais recentes.